# Omloop van het Waasland 2000
De 36e editie van de Belgische wielerwedstrijd Omloop van het Waasland vond plaats op 14 maart. De start en finish vonden plaats in Kemzeke. De winnaar was Jans Koerts, gevolgd door Niko Eeckhout en Karel Vereecke.

## Uitslag
| Omloop van het Waasland 2000 |                   |                         |          |
| Plaats                       | Naam              | Ploeg                   | Tijd     |
| Winnaar                      | Jans Koerts       | Farm Frites             | 4u12'30" |
| 2                            | Niko Eeckhout     | Palmans-Ideal           | z.t.     |
| 3                            | Karel Vereecke    | Vlaanderen 2002         | z.t.     |
| 4                            | Ronny Assez       | Flanders-Prefetex       | z.t.     |
| 5                            | Andy Desmet       | Spar-Oki                | z.t.     |
| 6                            | Lucovic Capelle   | Charleroi-News Systems  | z.t.     |
| 7                            | Danny Daelman     | Spar-Oki                | z.t.     |
| 8                            | Oleg Pankov       | Collstrop               | z.t.     |
| 9                            | Barry Hoedemakers | Spar-Oki                | z.t.     |
| 10                           | Paul van Schalen  | Bankgiroloterij-Batavus | z.t.     |

1965 · 1966 · 1967 · 1968 · 1969 · 1970 · 1971 · 1972 · 1973 · 1974 · 1975 · 1976 · 1977 · 1978 · 1979 · 1980 · 1981 · 1982 · 1983 · 1984 · 1985 · 1986 · 1987 · 1988 · 1989 · 1990 · 1991 · 1992 · 1993 · 1994 · 1995 · 1996 · 1997 · 1998 · 1999 · 2000 · 2001 · 2002 · 2003 · 2004 · 2005 · 2006 · 2007 · 2008 · 2009 · 2010 · 2011 · 2012 · 2013 · 2014 · 2015 · 2016 · 2017 · 2018 · 2019 · 2020 · 2021 · 2022 · 2023 · 2024